# Vitrac (Cantal)
Vitrac – miejscowość i gmina we Francji, w regionie Owernia-Rodan-Alpy, w departamencie Cantal.
Według danych na rok 1990 gminę zamieszkiwały 294 osoby, a gęstość zaludnienia wynosiła 16 osób/km² (wśród 1310 gmin Owernii Vitrac plasuje się na 560. miejscu pod względem liczby ludności, natomiast pod względem powierzchni na miejscu 505.).